# Ledio Pano
Ledio Pano (23 de maio de 1968) é um ex-futebolista albanês que atuava como meio-campista, e filho do futebolista albanês Panajot Pano.
Segundo estatísticas do site da UEFA, Ledio encerrou sua carreira com 100% de aproveitamento em cobranças de pênalti, tendo convertido todas as 50 penalidades que cobrou. Juntamente com Peter Noble, (que converteu 28 cobranças de pênalti, em 28 oportunidades), são os 2 únicos jogadores com 100% de aproveitamento na marca da cal  na história do futebol.
Pela seleção de seu país, atuou nas seleções de base de 1985 a 1989. Entre 1987 e 1996, atuou pela seleção principal de seu país em 9 oportunidades, e marcou 1 gol.

## Conquistas
Partizani Tirana
- 1986-87 - Campeão do Campeonato Nacional[carece de fontes?]

## Estatísticas na Seleção
Seleções de Base 
| #  | Data        | Partida              | Torneio                            | Gols        |
| -- | ----------- | -------------------- | ---------------------------------- | ----------- |
| 01 | 23 Dec 1985 | Albânia 0x0 Romênia  | Balkan Junior Championships (U-18) | 0           |
| 02 | 26 Dec 1985 | Grécia 0x0 Albânia   | Balkan Junior Championships (U-18) | 0           |
| 03 | 27 Dec 1985 | Albânia 2x2 Bulgária | Balkan Junior Championships (U-18) | 0           |
| 04 | 02 Dec 1986 | Albânia 0x0 Espanha  | UEFA U21                           | 0           |
| 05 | 24 Mar 1987 | Romênia 3x2 Albânia  | UEFA U21                           | Gol marcado |
| 06 | 27 Oct 1987 | Albânia 1x2 Romênia  | UEFA U21                           | Gol marcado |
| 07 | 18 Nov 1987 | Espanha 3x0 Albânia  | UEFA U21                           | 0           |
| 08 | 20 Sep 1988 | Romênia 3x0 Albânia  | Amistoso Sub-21                    | 0           |
| 09 | 04 Nov 1988 | Albânia 0x2 Suécia   | UEFA U21                           | 0           |
| 10 | 12 Jan 1989 | Albânia 0x1 Grécia   | Amistoso Sub-21                    | 0           |
| 11 | 07 Oct 1989 | Suécia 1x0 Albânia   | UEFA U21                           | 0           |

Seleção Principal
| #  | Data       | Local    | Torneio                        | Partida                   | Gols        | Assist. |
| -- | ---------- | -------- | ------------------------------ | ------------------------- | ----------- | ------- |
| 1. | 29.04.1987 | Tirana   | Eliminatórias da Copa do Mundo | Albânia 0:1 Áustria       |             |         |
| 2. | 15.11.1989 | Tirana   | Eliminatórias da Copa do Mundo | Albânia 1:2 Polónia       |             |         |
| 3. | 05.09.1990 | Patras   | Amistoso                       | Grécia 1:0 Albânia        |             |         |
| 4. | 07.09.1994 | Cardiff  | Eliminatórias da Eurocopa      | País de Gales 2:0 Albânia |             |         |
| 5. | 16.11.1994 | Tirana   | Eliminatórias da Eurocopa      | Albânia 1:2 Alemanha      |             |         |
| 6. | 07.06.1995 | Chișinău | Eliminatórias da Eurocopa      | Moldávia 2:3 Albânia      |             |         |
| 7. | 06.09.1995 | Tirana   | Eliminatórias da Eurocopa      | Albânia 1:1 Bulgária      |             |         |
| 8. | 15.11.1995 | Tirana   | Eliminatórias da Eurocopa      | Albânia 1:1 País de Gales |             |         |
| 9. | 14.08.1996 | Marousi  | Amistoso                       | Grécia 2:1 Albânia        | Gol marcado |         |

- Fonte: eu-football.info/